# Erica dysantha
Erica dysantha är en ljungväxtart som beskrevs av George Bentham. Erica dysantha ingår i släktet klockljungssläktet, och familjen ljungväxter. Inga underarter finns listade i Catalogue of Life.